# Tienray
Tienray est un village néerlandais situé dans la commune de Horst aan de Maas, dans la province du Limbourg néerlandais. Le 1er janvier 2007, le village comptait 1 120 habitants.

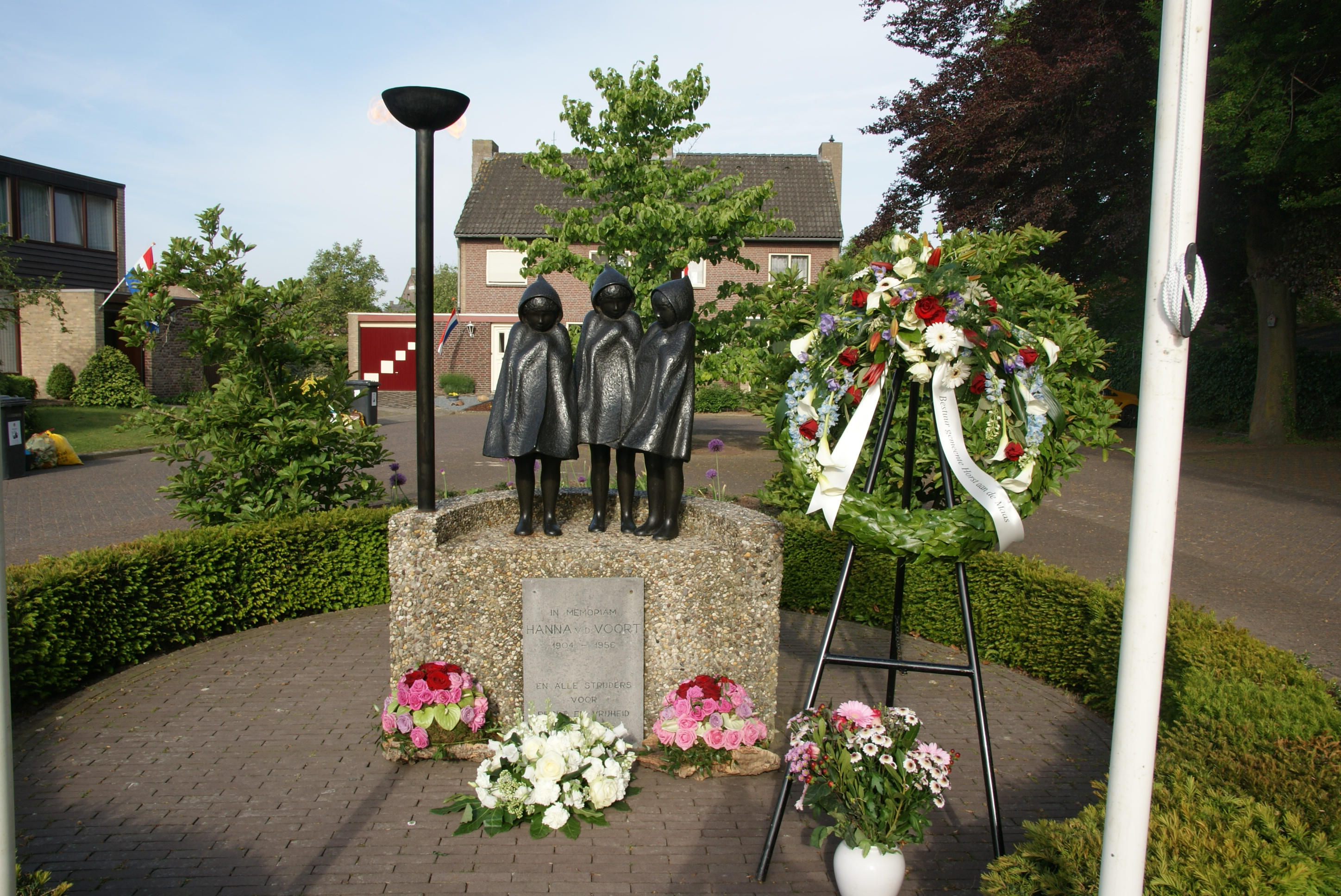
Monument de la Résistance

## Personnalités liées à la commune
- Hanna Van de Voort (1904-1956), résistante a vécu et a été arrêtée à Tienray. Un monument lui est dédié